# Marija Bykowa
Marija Bykowa, Мария Быкова (ur. 7 listopada 1989) – rosyjska lekkoatletka, biegaczka długodystansowa.

## Osiągnięcia
- dwa złote medale (indywidualnie i w drużynie) w kategorii juniorek podczas mistrzostw Europy w biegach górskich (2008)[1][2]
- medalistka mistrzostw Rosji

## Rekordy życiowe
- Bieg na 2000 metrów z przeszkodami (hala) – 6:05,29 (2013) halowy rekord świata